# Hipoglucèmia diabètica
La hipoglucèmia diabètica és una hipoglucèmia (nivell de glucosa baix en sang) que es produeix en un pacient diabètic. Aquest és un dels tipus més comuns de la hipoglucèmia observats en un centre d'urgències o un Hospital. En general, es presenta quan el tractament hipoglucèmic (és a dir, per fer baixar el sucre) és excessiu i provoca un descens de sucre en la sang per sota del seu límit més baix.
En general, la hipoglucèmia ocorre quan un tractament per baixar el nivell elevat de glucosa en sang en un cas de diabetis, encaixa erròniament amb la necessitat fisiològica del cos i, per tant, fa caure la glucosa a un nivell inferior al normal.

## Etiologia
La hipoglucèmia diabètica li pot ocórrer a qualsevol persona amb diabetis que prengui qualsevol medicament per baixar la glucosa a la sang, però la hipoglucèmia greu es presenta amb major freqüència en persones amb diabetis tipus 1 que han de prendre insulina per sobreviure. En la diabetis tipus 1, la hipoglucèmia iatrogènica és més corrent com a resultat de la interacció d'un excés d'insulina amb la contrarregulació del nivell de glucosa i no com l'excés d'insulina tot sol (absolut o relatiu). La hipoglucèmia també pot ser causada per sulfonilurea en les persones amb diabetis tipus 2, encara que és molt menys comú perquè la contrarregulació de glucosa en general es manté intacta en les persones amb diabetis tipus 2. La hipoglucèmia severa poques vegades, o mai, es presenta en persones amb una diabetis tractada només amb dieta, exercici, o amb sensibilitzadors de la insulina.
Per a les persones amb diabetis insulinodependent, la hipoglucèmia és un dels perills recurrents del tractament. Limita l'adequació a un nivell de glucosa normal amb mètodes de tractament ordinaris. La hipoglucèmia és una veritable emergència mèdica que requereix un ràpid reconeixement i tractament per prevenir danys cerebral o a algun altre òrgan.